# University of Pittsburgh Medical Center

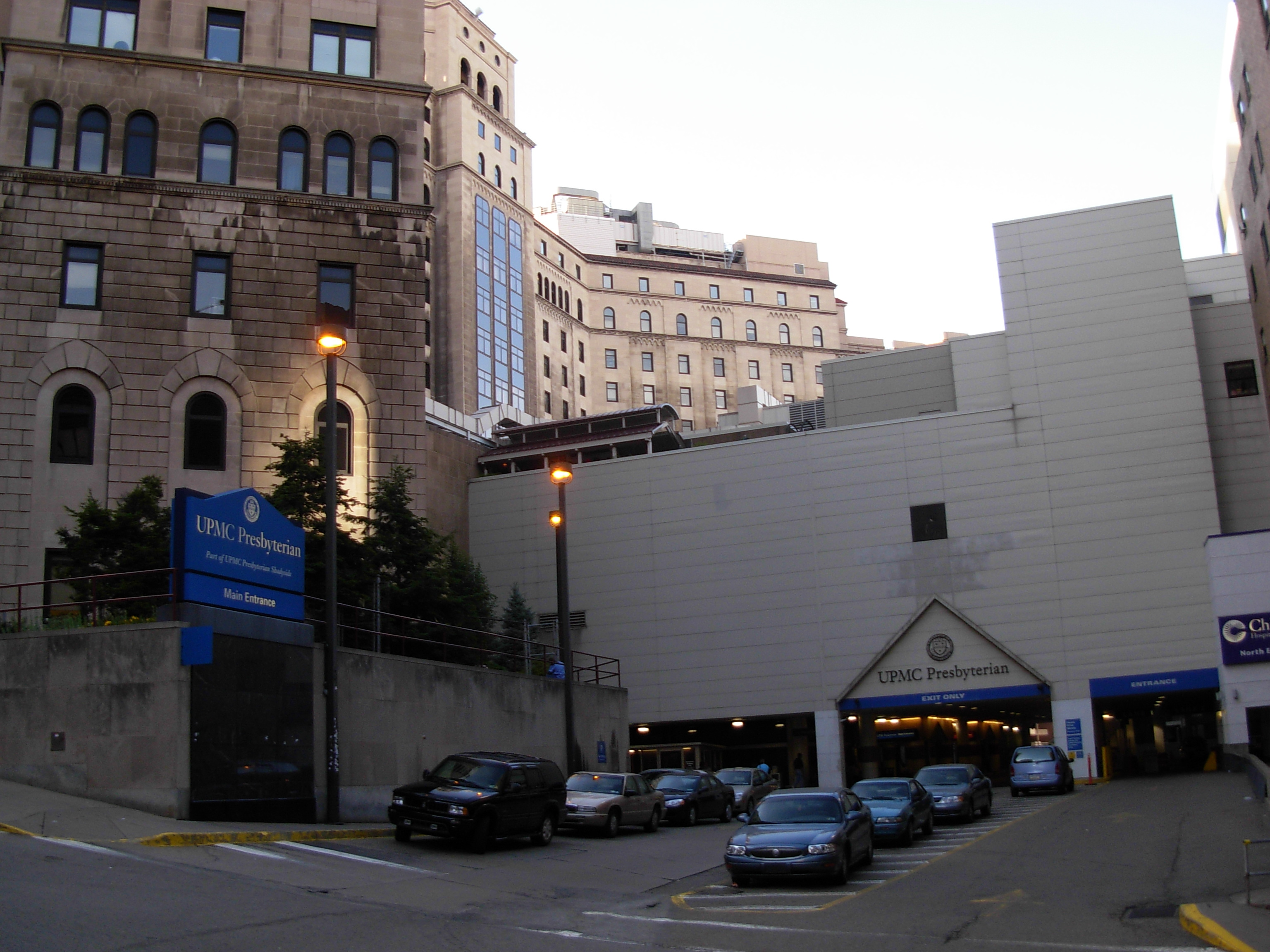
UPMC Presbyterian

University of Pittsburgh Medical Center (UPMC) är ett av USA:s ledande universitetssjukhus. UPMC, som är kopplat till University of Pittsburgh, är största vårdnadsgivare i västra Pennsylvania och består av ett nätverk av 20 sjukhus samt primärvårdsenheter. Huvuddelen av UPMC:s verksamhet är förlagd till stadsdelen Oakland. UPMC har under senare också expanderat internationellt och är delägare i en transplantationsenhet (Istituto Mediterraneo per i Trapianti e Terapie ad Alta Specializzazione) i Palermo, Sicilien. År 2007 övertog UPMC driften av Beacon Hospital i Dublin. Dessutom har UPMC verksamhet i Qatar.  UPMC är baserat i Pittsburgh och har ungefär 48 000 anställda. De senaste 7 åren har UPMC funnits på US News and World Report's lista på de 16 bästa sjukhusen i USA. UPMC är också en av USA:s ledande forskningsinstitutioner.